# Carina Schlüter
Carina Schlüter (* 8. November 1996 in Minden) ist eine deutsche Fußballtorhüterin.

## Karriere

### Vereine
Carina Schlüter begann das Fußballspielen beim SV Weser Leteln, einem Stadtteilverein ihres Geburtsortes, wo sie lange Zeit in Jungenmannschaften spielte. 2011 wechselte sie in die Jugendabteilung von Arminia Bielefeld und hütete ab Sommer 2013 das Tor der ersten Mannschaft in der Westfalenliga. Nach einem halben Jahr folgte im Januar 2014 der Wechsel zum Zweitligisten VfL Bochum, für den sie am 23. Februar 2014 (12. Spieltag) bei der 1:5-Niederlage im Auswärtsspiel gegen den 1. FC Saarbrücken debütierte. Nach dem Rückzug Bochums in die Regionalliga West wechselte sie im Sommer 2015 zum Herforder SV, für den sie 2015/16 20 von 22 Punktspielen bestritt. Seit der Saison 2016/17 gehört sie dem Kader des Bundesligisten SC Sand an, für den sie am 4. September 2016 (1. Spieltag) beim torlosen Unentschieden im Heimspiel gegen den VfL Wolfsburg ihr Erstligadebüt gab.
Zur Saison 2019/20 wurde sie vom FC Bayern München verpflichtet, bei dem sie einen bis zum 30. Juni 2021 datierten Vertrag erhielt. Ihr Pflichtspieldebüt gab sie am 7. September 2019 im Zweitrundenspiel des DFB-Pokals beim 5:0-Sieg über Eintracht Frankfurt. Ihr Bundesligadebüt für den FC Bayern München gab sie am 29. September 2019 (5. Spieltag) beim 4:0-Sieg im Heimspiel gegen den MSV Duisburg. Auch international kam sie sehr bald zum Einsatz; sie bestritt die beiden am 16. und 30. Oktober 2019 ausgetragenen Achtelfinalspiele gegen den kasachischen Meister BIIK Kazygurt im Champions-League-Wettbewerb.
Zur Saison 2021/22 schloss sich Schlüter Zweitligist RB Leipzig an, verließ den Verein nach einem Jahr und wechselte in die österreichische Bundesliga zu SKN St. Pölten. Seit ihrem Wechsel ist sie in der Saison 2024/25 zum dritten Mal in Folge österreichische Meisterin und Cup-Siegerin geworden.

### Nationalmannschaft
Carina Schlüter war von 2008 bis 2011 Auswahlspielerin für den Fußball- und Leichtathletik-Verband Westfalen und gewann im Jahr ihrer letzten Zugehörigkeit den U15-Länderpokal. Am 20. August 2011 gab sie ihr Debüt im Nationaltrikot, als sie mit der U16-Nationalmannschaft gegen die U17-Nationalmannschaft Österreichs mit 2:3 verlor.
Für die U19-Nationalmannschaft debütierte sie am 22. Oktober 2014 in Västerås bei der 1:2-Niederlage gegen die U19-Nationalmannschaft Schwedens.
Bei der vom 15. bis 27. Juli 2015 in Israel ausgetragenen U19-Europameisterschaft bestritt sie zwei Gruppenspiele und schied im Halbfinale gegen den späteren Europameister Schweden mit 2:4 im Elfmeterschießen aus dem Turnier aus. Am 21. Oktober 2015 debütierte sie in der U20-Nationalmannschaft, mit der sie in Kassel der Auswahl Schwedens mit 0:1 unterlag.
Am 10. Juni 2018 debütierte sie – mit Einwechslung für Lisa Schmitz in der 46. Minute – in der A-Nationalmannschaft, die auf dem Tim Hortons Field in Hamilton das Testspiel gegen die Nationalmannschaft Kanadas mit 3:2 gewann.

## Erfolge
Nationalmannschaft
- Halbfinalist U19-Europameisterschaft 2015
- U15-Länderpokal-Sieger 2011 (mit der Westfalenauswahl)

Vereine
- Österreichischer Meister 2023, 2024, 2025
- Österreichischer Cup-Sieger 2024
- Deutscher Meister 2021

## Sonstiges
Schlüter besuchte von 2013 bis 2016 das Internat der Sportschule Kaiserau.